# Мідний вершник (пам'ятник)
Мідний вершник (рос. Медный всадник) — кінний пам'ятник Петру І у Санкт-Петербурзі, споруджений 1782 року з нагоди сторіччя від часу сходження Петра І на престол Московського царства (від 1721 — Російська імперія). Це перший кінний пам'ятник у Росії та найвідоміший монумент Петра І.

## Задум та мотиви спорудження пам'ятника
Після воцаріння Катерини II Сенат запопадливо вирішив на славу нової імператриці спорудити пам'ятник їй. Але сама Катерина сприйняла ідею про будівництво прижиттєвого пам'ятника самій собі як прояв грубої улесливості. Діючи дуже далекоглядно самодержиця вирішила звести пам'ятник не собі, а засновнику міста Петру І, щоб показати себе наступницею починань першого російського імператора, розраховуючи принагідно, що пам'ятник послужить не тільки славі Петра, а й також її власній.
Восени 1764 року Сенат прийняв указ про необхідність донесення головним директором Канцелярії будівель І. І. Бецьким до імператриці питання про вирішення подальшої долі пам'ятника Петру І роботи Бартоломео Растреллі та Алесандро Мартеллі. Цю статую було відлито з бронзи ще за велінням Єлизавети Петрівни, але у зв'язку з її кончиною монумент так і не був встановлений. 17 жовтня 1764 року Бецькой повідомляв Сенату, що імператриця не схвалила проект пам'ятника, тому що він не настільки грандіозний, аби представляти великого монарха і слугувати окрасою столичного міста. В той же час імператриця зволила повеліти Бецькому зібрати досконаліші проекти монумента від відомих художників.
Пошуками скульптора для майбутнього пам'ятника активно цікавилася і сама Катерина II, з цього питання вона багато листувалася з російським посланником в Парижі князем Д. О. Голіциним і відомим філософом Дені Дідро.

## Світлини

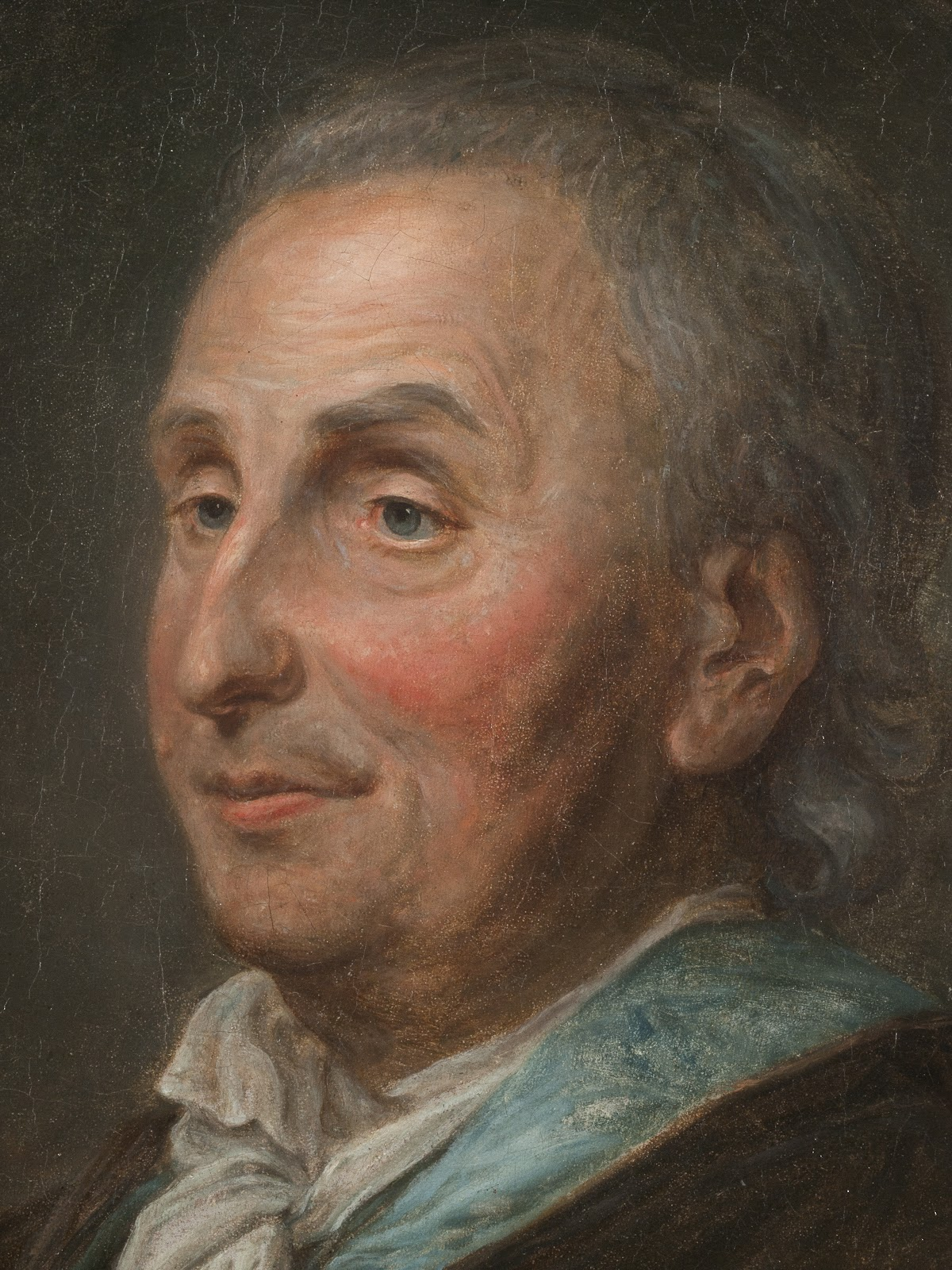
Дені Дідро
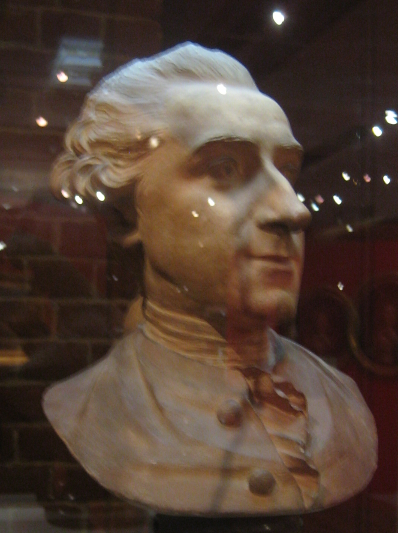
Д. Голіцин
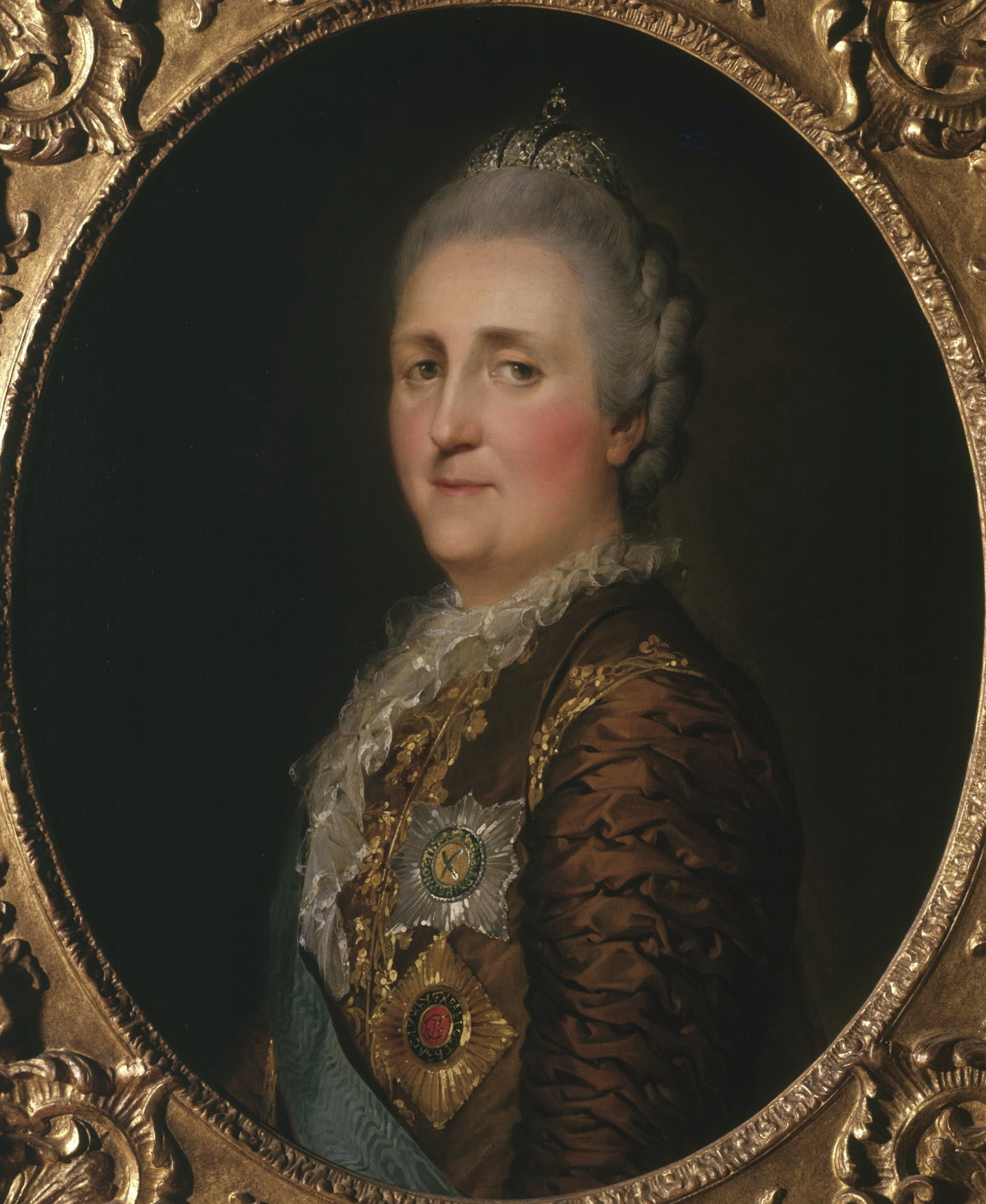
Катерина II
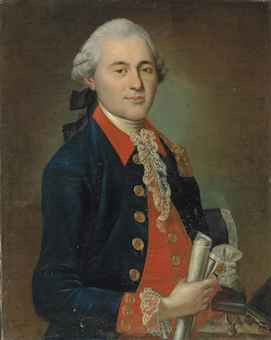
I. Бецькой